# Быдгощ Осова-Гура
Быдгощ Осова-Гура (пол. Bydgoszcz Osowa Góra) — остановочный пункт в городе Быдгощ (расположен в дзельнице Осова-Гура), в Куявско-Поморском воеводстве Польши. Имеет 2 платформы и 2 пути. 
Остановочный пункт на железнодорожной линии Кутно — Пила-Главная. 